# (35351) 1997 MP3
1997 MP3 (asteroide 35351) é um asteroide da cintura principal. Possui uma excentricidade de 0.16625780 e uma inclinação de 5.17712º.
Este asteroide foi descoberto no dia 28 de junho de 1997 por LINEAR em Socorro.